# Willem Brandwijk
Willem Brandwijk (Voorburg, 31 juli 1995) is een Nederlands basketballer.

## Carrière
Brandwijk speelde collegebasketbal voor de Siena Saints en IUP Crimson Hawks van 2014 tot 2019. In 2019 tekende hij voor Feyenoord Basketbal waar hij een seizoen speelde. In 2020 tekende hij voor twee seizoenen bij Donar waarmee hij in 2022 de Nederlandse beker won, hij verlengde in 2022 zijn contract met twee jaar. In de zomer van 2023 maakte hij de overstap naar het Belgische Kangoeroes Mechelen. Na een seizoen bij de Belgische club maakte hij in 2024 de overstap naar reeksgenoot Spirou Charleroi.

## Erelijst
- Nederlands bekerwinnaar: 2022